# David Albelda Aliqués
David Albelda Aliqués (castellà: David Albelda)  (la Pobla Llarga, 1 de setembre de 1977) és un exfutbolista professional valencià que jugava com a centrecampista defensiu. Va ser 51 cops internacional amb la selecció espanyola.

## Trajectòria esportiva
La pràctica totalitat de la seua carrera ha transcorregut al València CF, equip del qual en va ser capità, excepte un període de dos anys en els quals va jugar cedit al Vila-real CF.
Durant la temporada 2007-2008 es veié relegat de l'equip per decisió de l'entrenador Ronald Koeman i entrà en un procés judicial amb la directiva de l'entitat per tal d'aconseguir la transferència a un altre club que li permetés tornar a jugar a futbol.
En acabar la temporada 2012-13 el club es renovà amb un nou consell d'administració presidit per Amadeo Salvo i amb l'entrenador Miroslav Đukić. El dilluns 10 de juny de 2013 es reuniren amb el director esportiu Braulio Vázquez i el jugador, i es prengué la decisió final de no oferir la renovació al futbolista, i així es posà punt final a una trajectòria de 15 temporades seguides al València CF.

## Palmarès
València CF
- 2 Lligues espanyoles: (2001/02 i 2003/04)
- 1 Copa del Rei: (2008)
- 1 Supercopa d'Espanya: (1999)
- 1 Copa de la UEFA: (2003-04)
- 1 Supercopa d'Europa: (2004)

Selecció espanyola
- 1 Medalla de plata als Jocs Olímpics de Sydney 2000.

## Campionats on participà amb la selecció espanyola
- Eurocopa 2004
- Copa del món 2006